# Bokermannohyla pseudopseudis
Bokermannohyla pseudopseudis е вид жаба от семейство Дървесници (Hylidae). Видът не е застрашен от изчезване.

## Разпространение
Разпространен е в Бразилия.